# Logan – The Wolverine
Logan – The Wolverine (känd som enbart Logan i USA) är en amerikansk superhjältefilm från 2017, i regi av James Mangold som samskrev manuset med Scott Frank och Michael Green. Filmen, som är inspirerad av serietidningen "Old Man Logan", utspelar sig i en dyster framtid och kretsar kring Marvel Comics-figuren Wolverine som har åldrats. Det är den tionde och sista delen i X-Men serien där Hugh Jackman spelar huvudrollen. Den är dessutom en uppföljare till X-Men Origins: Wolverine (2009) och The Wolverine (2013). Vid Oscarsgalan 2018 nominerades filmen med en Oscar i kategorin Bästa manus efter förlaga.

## Rollista (i urval)
- Hugh Jackman – James "Logan" Howlett / Wolverine / X-24
- Patrick Stewart – Charles Xavier
- Dafne Keen – Laura Kinney / X-23
- Richard E. Grant – Dr. Zander Rice[5]
- Boyd Holbrook – Donald Pierce[6]
- Stephen Merchant – Caliban[7]
- Eriq La Salle – Will Munson[8]
- Elise Neal – Kathryn Munson[9]
- Elizabeth Rodriguez – Gabriela Lopez[10]

## Mottagande
Logan – The Wolverine fick positiva recensioner från filmkritiker som hyllade skådespelarinsatserna, speciellt Jackmans insats. Vissa kritiker utsåg Logan – The Wolverine till den bästa superhjältefilmen som någonsin har gjorts.
Rotten Tomatoes rapporterade att 93 procent, baserat på 358 recensioner, hade satt ett genomsnittsbetyg på 7,9 av 10. På Metacritic nådde filmen genomsnittsbetyget 77 av 100, baserat på 51 recensioner.